# Жменько В'ячеслав Миколайович
В'ячесла́в Микола́йович Жменько — заслужений тренер України з греко-римської боротьби, почесний майстер спорту СРСР.

## З життєпису
Засновник харківської школи греко-римської боротьби. Протягом 1992—2003 років — тренер молодіжної збірної України з греко-римської боротьби.
Як тренер підготував багатьох призерів і чемпіонів Європи та світу, понад 110 спорту, 10 стали заслуженими тренерами України.

## Вшанування
- в кінці травня 2016 року на стадіоні «Металіст» відбулося відкриття відновленого залу греко-римської боротьби та кімнати-музею В'ячеслава Жменька.

- на початку червня 2016-го у Харкові відкрили меморіальну дошку В'ячеславові Жменьку.